# 第8戦闘航空団
第8戦闘航空団（だい8せんとうこうくうだん、朝鮮語：제8전투비행단（漢字表記：第8戰闘飛行團）、英称：ROKAF 8th Fighter Wing）は、大韓民国空軍の航空団（飛行団）の一つで、原州空軍基地に所在する。運用している機体はFA-50とKA-1である。
同名のアメリカ合衆国空軍第7空軍第8戦闘航空団は群山空軍基地に所在している。
以前は韓国空軍の曲技飛行隊であるブラックイーグルスも所属していた。2012年11月15日、航空団所属のT-50B練習機が
江原道横城郡の山中に墜落し、パイロット1名が死亡する事故が発生した。事故機はブラックイーグルスの専用機で、墜落現場付近には脱出用パラシュートが木に引っかかっているのが発見されるも、パイロットは機内に取り残されたまま死亡しているのが発見された。
2013年4月にはブラックイーグルスは同基地で新編された第53特殊飛行戦隊所属となった。

## 部隊編制
- 基地戦隊
  - 憲兵大隊
  - 施設大隊
  - 化学兵器防護支援隊
- 航空作戦戦隊
  - 第103戦闘飛行隊
  - 第203戦闘飛行隊
  - 第237戦術統制飛行隊
- 航空整備戦隊
- 作戦支援戦隊

### 原州空軍基地に駐留する他部隊
- 航空支援作戦団
- 第53特殊飛行戦隊
  - 第239特殊飛行隊「ブラックイーグルス」